# مالم‌اووددن
مالم‌اووددن (به سوئدی: Malmudden) یک منطقهٔ مسکونی در سوئد است که در نوربوتن واقع شده‌است. مالم‌اووددن ۹۸۱ نفر جمعیت دارد.